# Wałkowiska
Wałkowiska – wieś kociewska w Polsce położona w województwie kujawsko-pomorskim, w powiecie świeckim, w gminie Osie na wschód od Wdy.
| SIMC    | Nazwa | Rodzaj    |
| ------- | ----- | --------- |
| 0093415 | Wydry | część wsi |

W latach 1975–1998 miejscowość administracyjnie należała do województwa bydgoskiego.